# Micromastigoiulus propinquus
Micromastigoiulus propinquus är en mångfotingart som beskrevs av Carl Oscar von Porat 1870. Micromastigoiulus propinquus ingår i släktet Micromastigoiulus och familjen kejsardubbelfotingar. Inga underarter finns listade i Catalogue of Life.